# الرعاية الصحية في إنجلترا
الرعاية الصحية في إنجلترا، تقدمها هيئة الخدمات الصحية الوطنية، وهي هيئة عامة توفر الرعاية الصحية لجميع المقيمين الدائمين في إنجلترا، ومجانية في مراكز الخدمة. تمثل الهيئة طرفًا من بين أربعة أطراف يشكلون الخدمة الصحية الوطنية في المملكة المتحدة، إذ أن الصحة مسألة مفوضة، وهناك اختلافات مع أحكام الرعاية الصحية في أماكن أخرى من المملكة المتحدة، وتشرف هيئة الخدمات الصحية الوطنية في إنجلترا على الرعاية الصحية فيها. تُتاح الرعاية الصحية الخاصة ومجموعة واسعة من العلاجات البديلة والتكميلية للراغبين والقادرين على الدفع، رغم هيمنة النظام العام على توفير الرعاية الصحية في إنجلترا.
يعدّ وزير الدولة للصحة والرعاية الاجتماعية وزيرًا أولًا للتاج في حكومة المملكة المتحدة، ويدير وزارة الصحة والرعاية الاجتماعية وهيئة الخدمات الصحية الوطنية في إنجلترا. يعمل الوزير كمستشار رئيسي لرئيس وزراء المملكة المتحدة في جميع الأمور الصحية.

## هيئة الخدمات الصحية الوطنية
تقدم هيئة الخدمات الصحية الوطنية خدماتها مجانًا للمرضى عند مراكز التقديم، رغم وجود رسوم مرتبطة بفحوصات العين والعناية بالأسنان والوصفات الطبية والعديد من جوانب الرعاية الشخصية.
تقدم هيئة الخدمات الصحية الوطنية غالبية خدمات الرعاية الصحية في إنجلترا، بما في ذلك الرعاية الأولية، والرعاية الداخلية للمرضى، والرعاية الصحية طويلة الأجل، وطب العيون وطب الأسنان. دخل قانون الخدمة الصحية الوطنية لعام 1946 حيز التنفيذ في 5 يوليو 1948. استمرت الرعاية الصحية الخاصة في تقديم خدماتها بالتوازي مع هيئة الخدمات الصحية الوطنية، والتي تُدفع تكاليفها إلى حد كبير عن طريق التأمين الخاص، ولكنها تُستخدم من قبل أقل من 8% من السكان، وتكون بشكل عام مكملة لخدمات هيئة الخدمات الصحية الوطنية.
لوحظت بعض الأمثلة في الآونة الأخيرة، إذ استُخدمت مقدرات القطاع الخاص غير المستثمرة لزيادة مقدرة هيئة الخدمات الصحية الوطنية، وقد كلفت هيئة الخدمات الصحية الوطنية القطاع الخاص في بعض الحالات بإنشاء مرافق جديدة وتشغيلها على أساس التعاقد من الباطن. مُوّلت بعض برامج رأس المال الجديد من خلال مبادرة التمويل الخاص. ما زالت مشاركة القطاع الخاص صغيرة نسبيًا، وتعارض نسبة كبيرة من الجمهور مثل هذه المشاركة وفقًا لمسح أجرته مؤسسة بي إم أي.

### الخصائص المشتركة
تستخدم هيئة الخدمات الصحية الوطنية ممارسو الطب العام، لتوفير الرعاية الصحية الأولية، ولإحالة المزيد من الخدمات حسب الضرورة. تقدم المستشفيات بعد ذلك المزيد من الخدمات المتخصصة، بما في ذلك رعاية المرضى الذين يعانون من أمراض نفسية، فضلًا عن الوصول المباشر إلى أقسام الحوادث والطوارئ. يستطيع الصيادلة وصف الأدوية. ترجع ملكية صيدليات المجتمع للقطاع الخاص، ولكنها متعاقدة مع هيئة الخدمات الصحية الوطنية لتوريد الأدوية الموصوفة.
يوفر نظام الرعاية الصحية العامة أيضًا خدمات إسعاف مجانية (في مركز تقديم الخدمة) لحالات الطوارئ، عندما يحتاج المرضى إلى النقل المتخصص المتاح فقط من طواقم الإسعاف، أو عندما يكون المرضى غير مؤهلين للسفر إلى موطنهم بواسطة وسائل النقل العام. تُستكمل هذه الخدمات بشكل عام عند الضرورة من خلال خدمات الإسعاف التطوعية (الصليب الأحمر البريطاني، وسانت أندريو للإسعافات الأولية، وسانت جون للإسعاف).
يُؤمَّن النقل الجوي في حالات طوارئ معينة بواسطة طائرات القوات البحرية والعسكرية والجوية من أي نوع قد يكون مناسبًا أو متاحًا لكل ظرف، ويمكن لأطباء الأسنان فقط فرض رسوم على مرضى الخدمات الصحية الوطنية بالمعدلات المحددة. يأتي حوالي نصف دخل أطباء الأسنان في إنجلترا من العمل المتعاقد عليه من الباطن مع هيئة الخدمات الصحية الوطنية، ولكن لا يختار جميع أطباء الأسنان التعاقد مع الهيئة.
تتمتع هيئة الخدمات الصحية الوطنية بقوة سوقية كبيرة فيما يتعلق بشراء الأدوية، والتي تؤثر على السعر العالمي بناءً على تقييمها الخاص للقيمة العادلة للأدوية، وتحافظ عادةً على انخفاض الأسعار. تقلد العديد البلدان الأخرى نموذج المملكة المتحدة أو تعتمد بشكل مباشر على تقييمات الدولة في قراراتها الخاصة بسداد تكاليف الأدوية الممولة من الدولة.

### التمويل والإدارة
تُقسم هيئة الخدمات الصحية الوطنية نظريًا إلى قسمين يغطيان الرعاية الأولية والثانوية مع الصناديق الموضوعة في مهمة تقديم الرعاية الصحية. هناك نوعان رئيسيان من الصناديق في هيئة الخدمات الصحية الوطنية، ويعكسان دورا المشتري/المزود: الصناديق التشغيلية المسؤولة عن فحص الاحتياجات المحلية والتفاوض مع مقدمي الخدمات لتوفير خدمات الرعاية الصحية للسكان المحليين، وصناديق مقدمي الخدمة، وهي هيئات الخدمات الصحية الوطنية التي تقدم خدمة الرعاية الصحية. تتفاوض الصناديق التشغيلية على تقديم الخدمة مع مقدمي الخدمات الذين قد يكونوا من هيئات الخدمات الصحية الوطنية أو مؤسسات خاصة. ينخرطون بعدها في الاتفاق على رأس المال الرئيسي ومشاريع الإنفاق الأخرى على الرعاية الصحية في منطقتهم.
تعدّ الخدمات بما فيها خدمات الطبيب العام (معظمها شركات خاصة تعمل بموجب عقد حصري مع هيئة الخدمات الصحية الوطنية) أكثر المشتريات المعروفة أهميةً، وكذلك خدمات التمريض المجتمعية، والعيادات المحلية، وخدمات الصحة النفسية. تُقدّم الرعاية الصحية لمعظم الناس في أماكن الرعاية الصحية الأولية. تعدّ صناديق مقدمي الخدمة مسؤولة عن تقديم الرعاية، وتشمل الأمثلة الرئيسية على ذلك، صناديق المستشفيات وصناديق الإسعاف التي تنفق الأموال المخصصة لها من قبل الصناديق التشغيلية. تتلقى المستشفيات النصيب الأكبر من تمويل هيئة الخدمات الصحية الوطنية، نظرًا لتقديمها رعاية أكثر تعقيدًا وتخصصًا.
تمتلك صناديق المشافي أصول خاصة (كأبنية المشافي والمعدات بداخلها) مقدمة للأمة ومحفوظة لها كأمانة. مُدد التكليف أيضًا إلى أدنى مستوى، لتمكين ممارسو الطب العام الذين يحددون الحاجة في مجتمعهم، من إتاحة الخدمات لتلبية هذه الحاجة. تُقدم الرعاية الأولية من قبل مجموعة واسعة من المقاولين المستقلين مثل ممارسي الطب العام وأطباء الأسنان والصيادلة وأطباء العيون، وهي نقطة الاتصال الأولى لمعظم الناس. يمكن أن تكون الرعاية الثانوية (تسمى أحيانًا الرعاية الصحية للحالات الحادة) رعاية اختيارية أو رعاية طارئة، وقد يكون مقدمو الرعاية من القطاع العام أو الخاص، لكن تتمركز غالبية الرعاية الثانوية في المرافق المملوكة من قبل هيئة الخدمات الصحية الوطنية.
تتبع لجنة جودة الرعاية لوزارة الصحة والرعاية الاجتماعية في المملكة المتحدة، وهي هيئة عامة تنفيذية غير إدارية، تأسست في عام 2009 لتنظيم خدمات الرعاية الصحية والاجتماعية في إنجلترا وضبطها. يتمثل دور لجنة جودة الرعاية المعلن في التأكد من أن المستشفيات ودور الرعاية وممارسات طب الأسنان والطب العام وخدمات الرعاية الأخرى في إنجلترا، توفر للأشخاص رعاية آمنة وفعالة وعالية الجودة، وتشجع مقدمي الخدمة على التحسن. تؤدي اللجنة دورها من خلال عمليات التحقق أثناء عملية التسجيل التي يجب أن تكملها جميع خدمات الرعاية الجديدة، وكذلك من خلال عمليات الرقابة والرصد لمجموعة من مصادر البيانات التي يمكن أن تشير إلى مشاكل في الخدمات.
تعدّ هيئة الخدمات الصحية الوطنية أكبر خدمة صحية في العالم ورابع أكبر مشغّل في العالم، بعد جيش التحرير الشعبي الصيني، والسكك الحديدية الهندية، وول مارت، إذ يوظفون المزيد من الأشخاص مباشرة.